# 대니얼 차토
대니얼 세인트 조지 차토(영어: Daniel St George Chatto, 1957년 4월 22일 ~ )는 영국의 예술가이자 전 배우이다. 그는 엘리자베스 2세의 조카이자 찰스 3세의 이종사촌인 스노든 백작부인 마거릿의 딸인 레이디 사라 차토의 남편이다.